# Aizpute
Aizpute  est une ville de Lettonie, située dans le territoire de l'ancienne Courlande, de 5 460 habitants (2005).
Elle est le chef-lieu de la municipalité d'Aizpute.

## Histoire
La ville est fondée au IXe siècle par une tribu curonienne et est alors un village autour d'une maison fortifiée. En 1248, elle est envahie par les chevaliers germains de l'ordre Teutonique. Elle accède au statut de ville en 1378. La ville est nommée alors Hasenpoth, elle recevra officiellement le nom d'Aizpute en 1917. À l'image de toute la région, elle fait partie du duché de Courlande, jusqu'à la fin du XVIe siècle avec la fin des chevaliers porte-glaive. Elle connaît durant cette période une forte croissance économique due à sa position sur la route entre Rīga et l'Allemagne et à sa proximité (48 km) avec Libau (aujourd'hui Liepaja), port de commerce de l'ordre teutonique sur la Baltique.
La ville passe sous l'ordre franciscain de la fin du XVe siècle au milieu du XVIe. Le cloître date de cette période.
Les Polonais gouvernent la ville à la suite de la défaite du duché face aux Russes en 1583.
1602 : La peste tue la majeure partie de la population.
De 1655 à 1660, la ville est pendant cinq ans sous occupation suédoise après la victoire de ceux-ci sur les Polonais.
À la suite du traité de paix établi, la ville redevient prospère en tant que centre de commerce. En 1711, le duché passe sous le gouvernement d'Anna Ivanovna (1693-1740), nièce de Pierre le Grand qui avait épousé Frédéric-Guillaume von Ketteler, dernier duc de Courlande en ligne directe. La duchesse Anne, devenue impératrice de Russie en 1730, la Courlande entre dans l'orbite russe. Elle est rattachée en 1796 à l'Empire russe et devient un chef-lieu de district du gouvernement de Courlande, mais l'élite locale reste allemande, comme nous le dépeint Eduard von Keyserling dans ses romans impressionnistes.
La première école ouvre au XIXe siècle ainsi que la manufacture de bougies (env. 1850). Enfin, en 1899, la ligne de chemin de fer Libau-Hasenpoth (Liepaja-Aizpute) est achevée.
Le sort de la ville au XXe siècle est intimement lié à celui du pays. La population subit de nombreuses déportations et répressions après la seconde guerre mondiale sous l'occupation soviétique. Elle est occupée par l'armée du Troisième Reich de 1941 à 1944 et passe dans l'orbite de l'U.R.S.S. jusqu'en 1991.

## Population
- - de 18 ans : 22 %
- 18 - 60 : 54 %
- + de 60 ans : 24 %

## Personnalités liées à la ville
- Tatiana Barbakoff (1899-1944), danseuse de ballet lettonne.
- Eduard von Keyserling (1855-1918), célèbre écrivain de langue allemande, né au château de Tels-Paddern à proximité.
- Pēteris Vasks (1946), compositeur letton contemporain.

## Jumelage
- Kolmorden  Suède
- Schwerzenbach  Suisse

## À voir
- Le domaine du château
- La synagogue
- L'église luthérienne St Jean

## Galerie

Etang sur la Tebra.
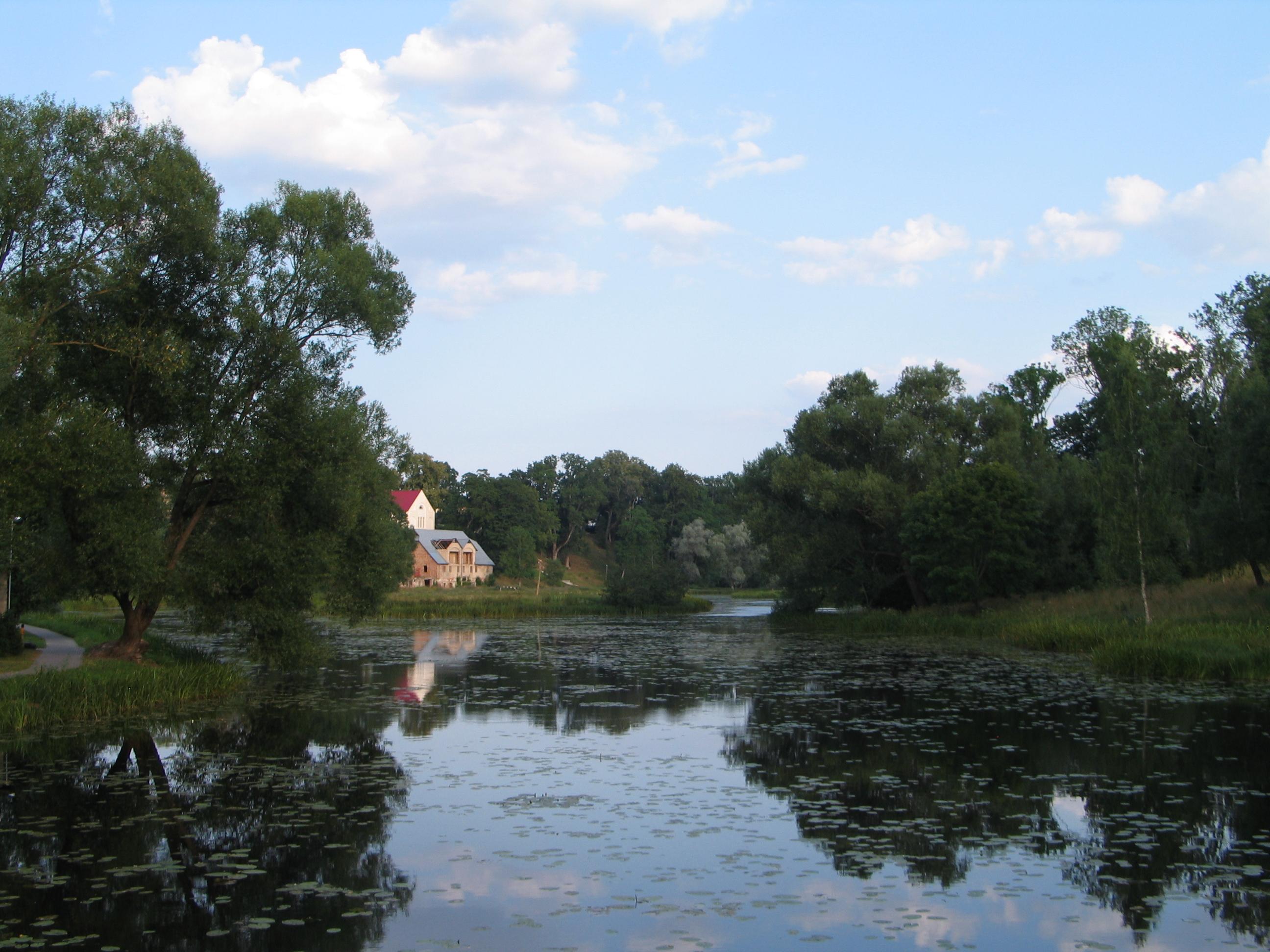
Etang sur la Tebra.
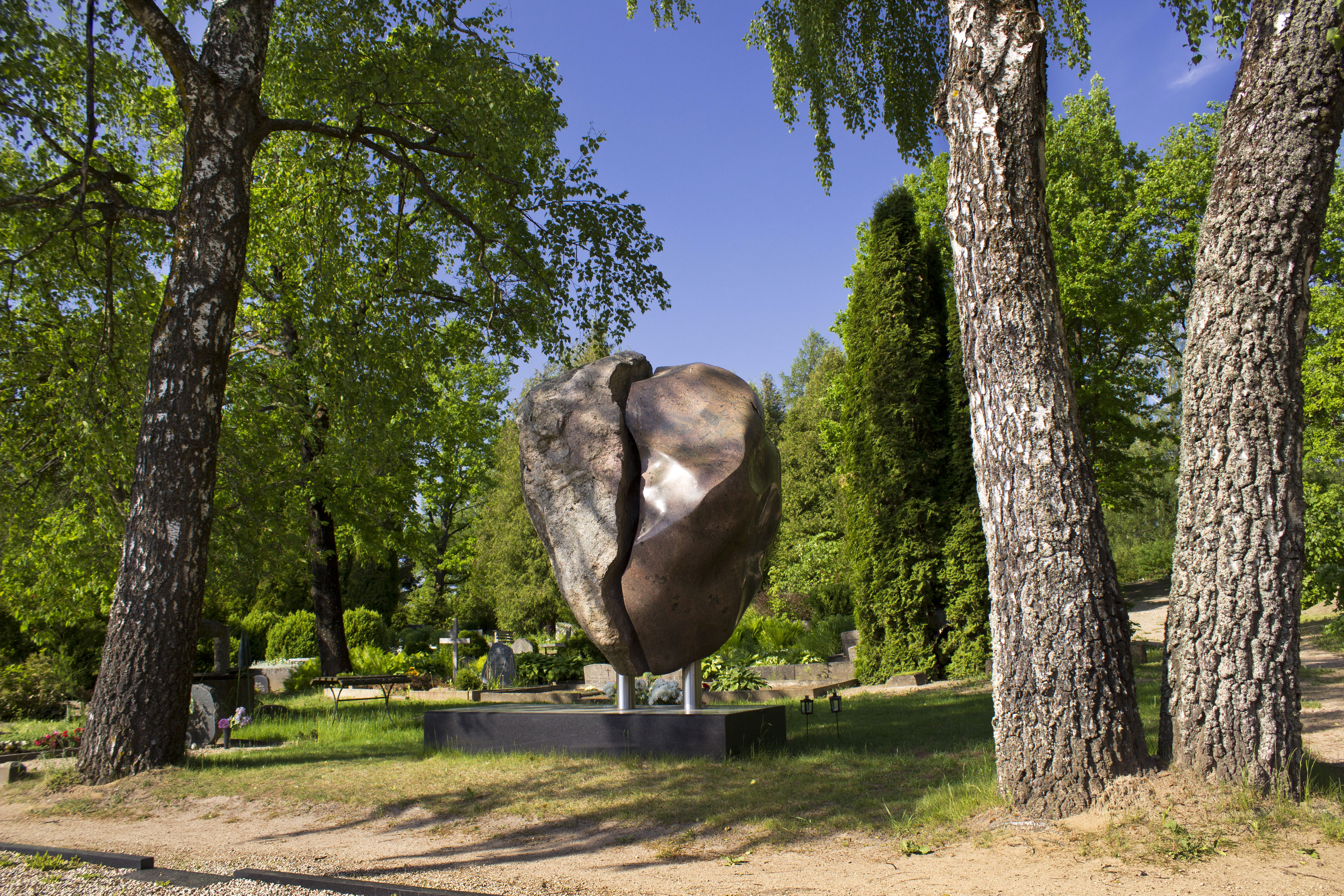
Monument de Mārtiņš Freimanis au cimetière de Misiņkalns à Aizpute.
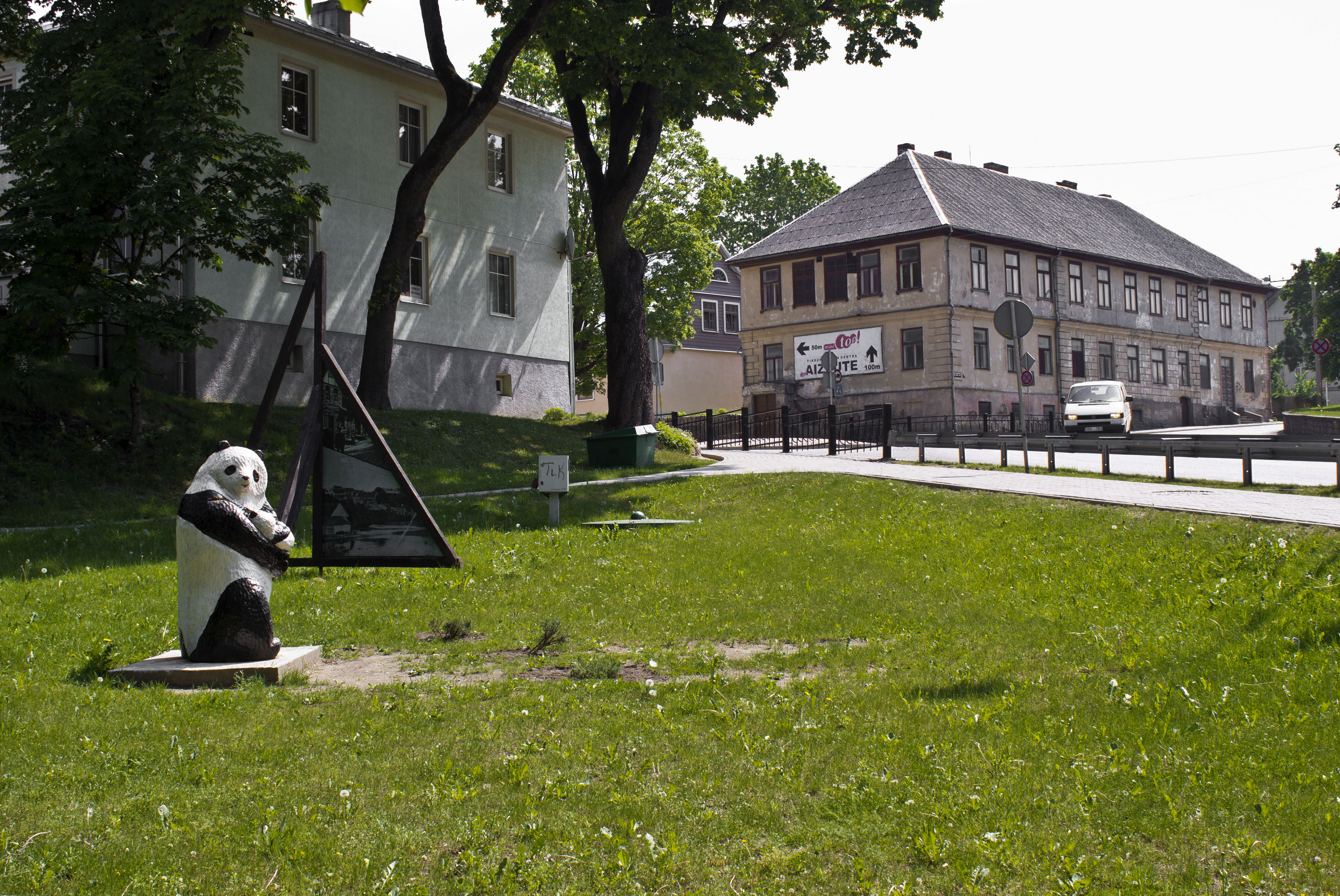
Square à Aizpute.
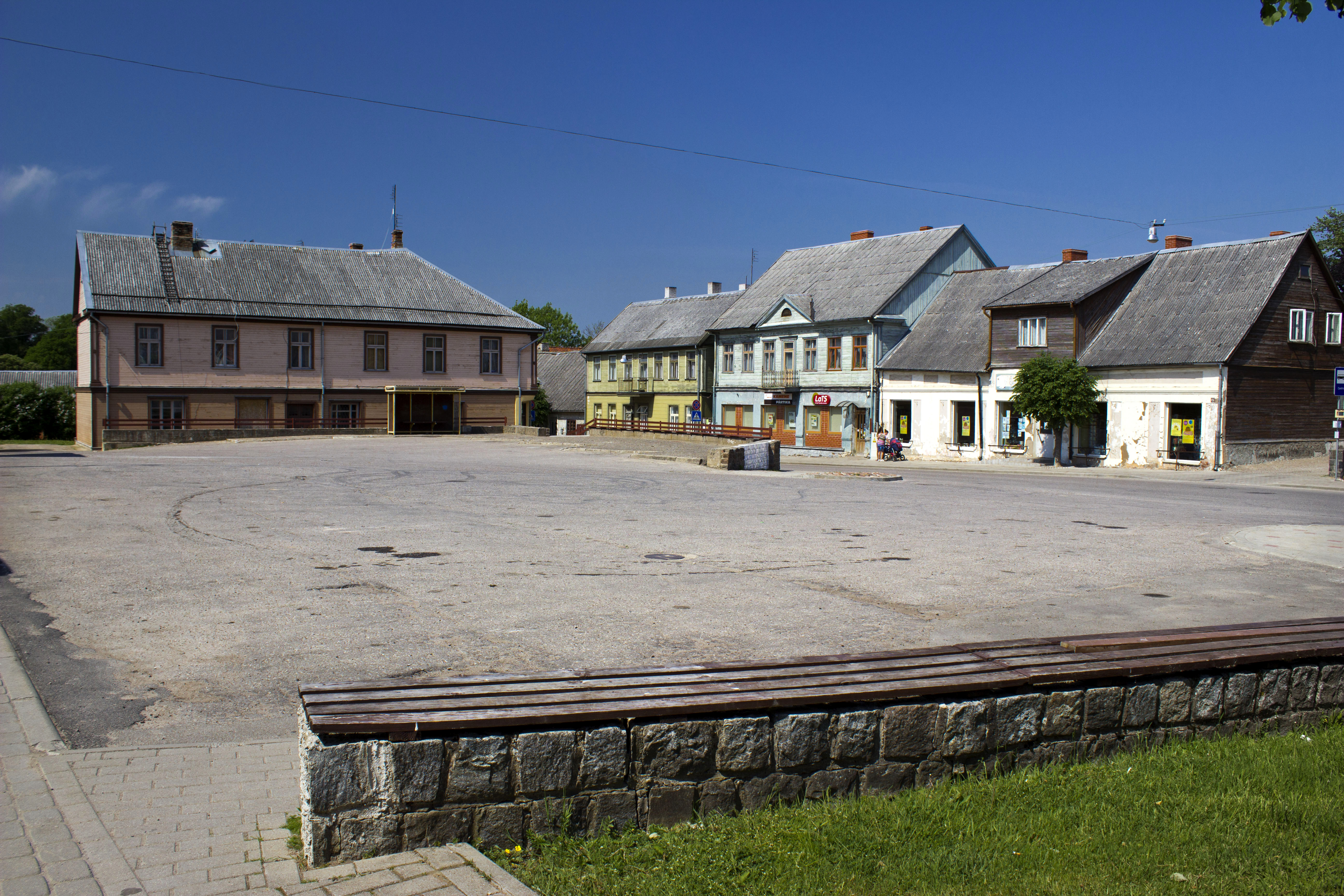
Place centrale d'Aizpute
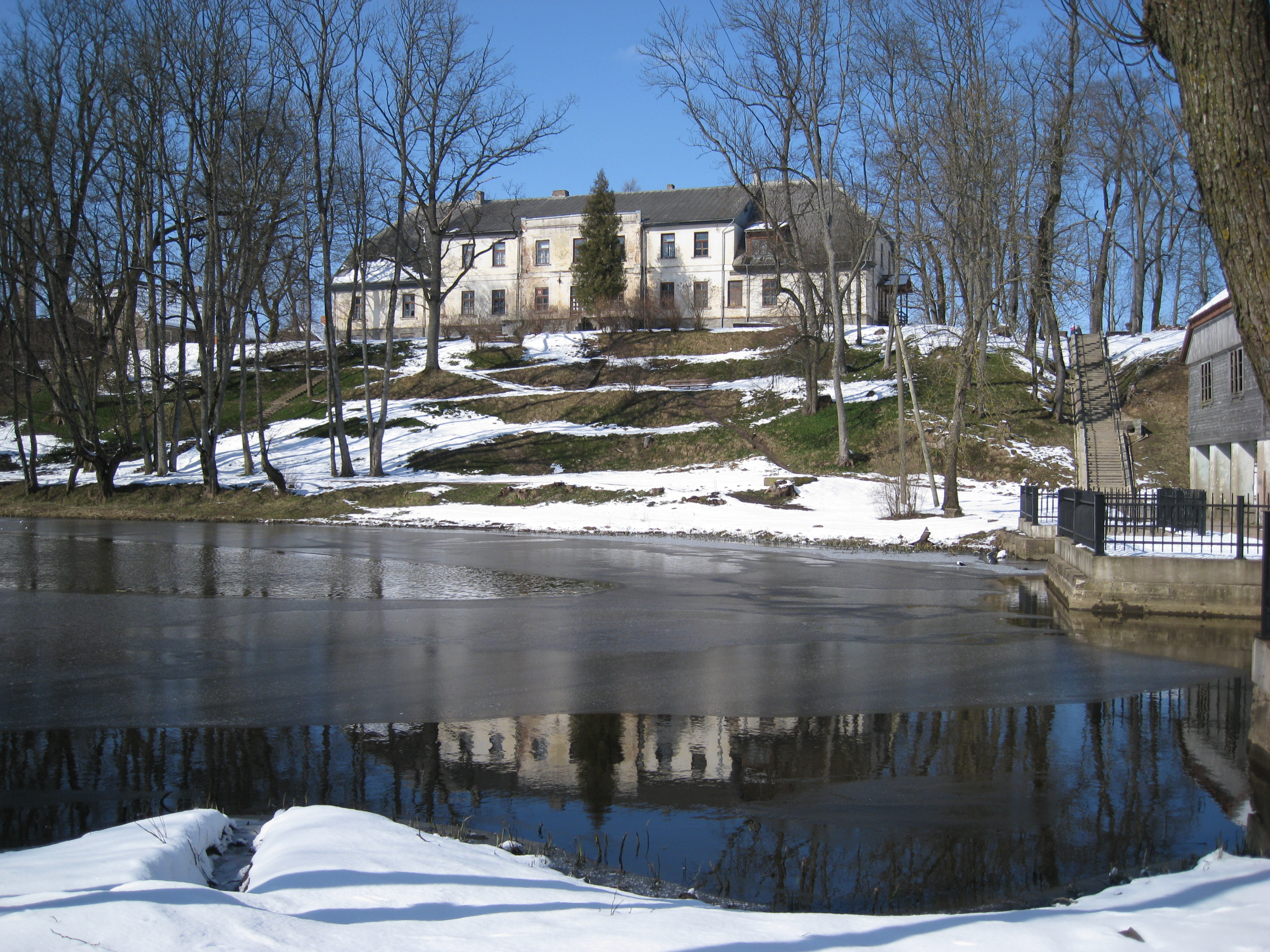
Musée d'histoire locale d'Aizpute
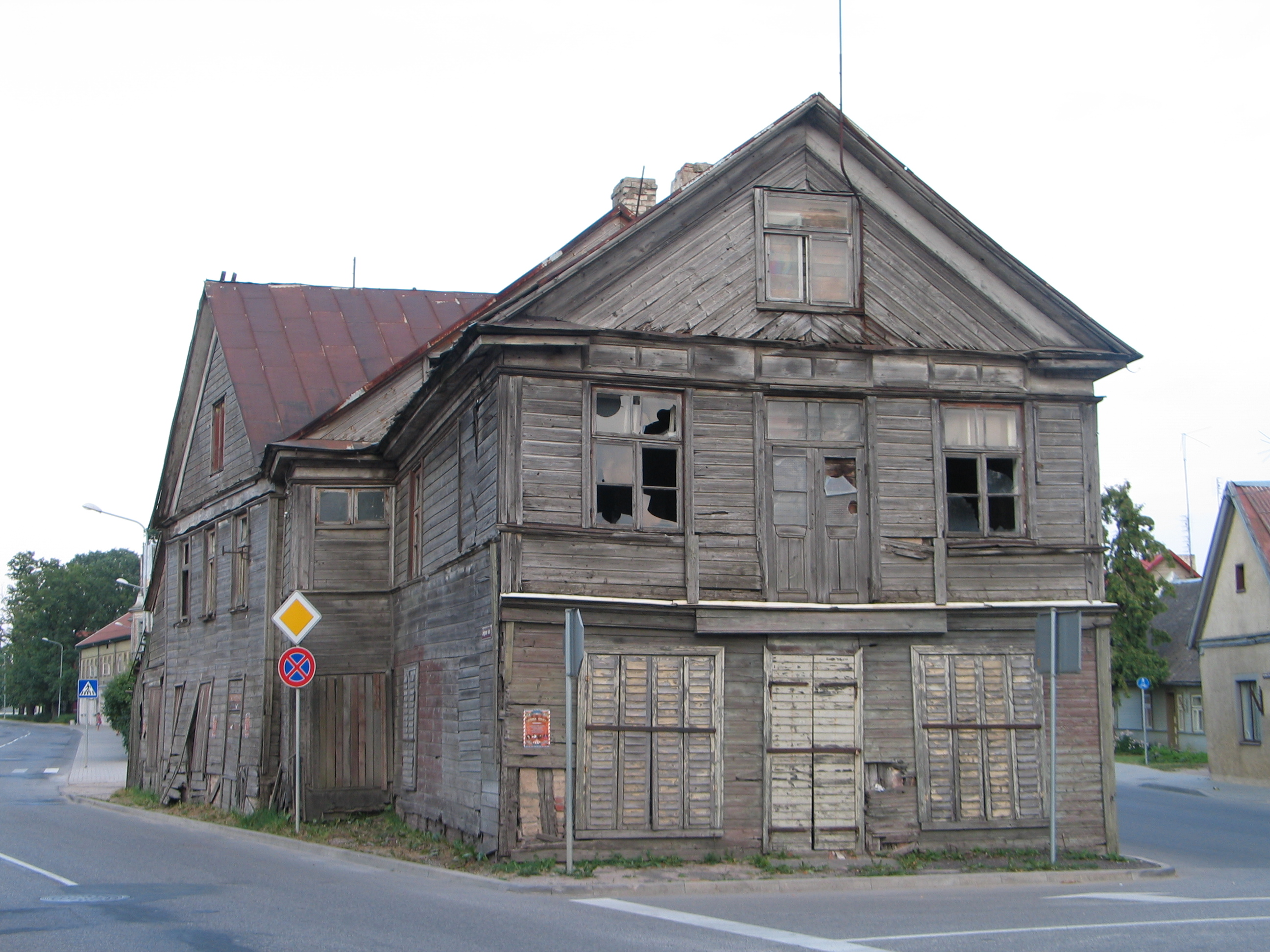
Maison abandonnée à Aizpute.
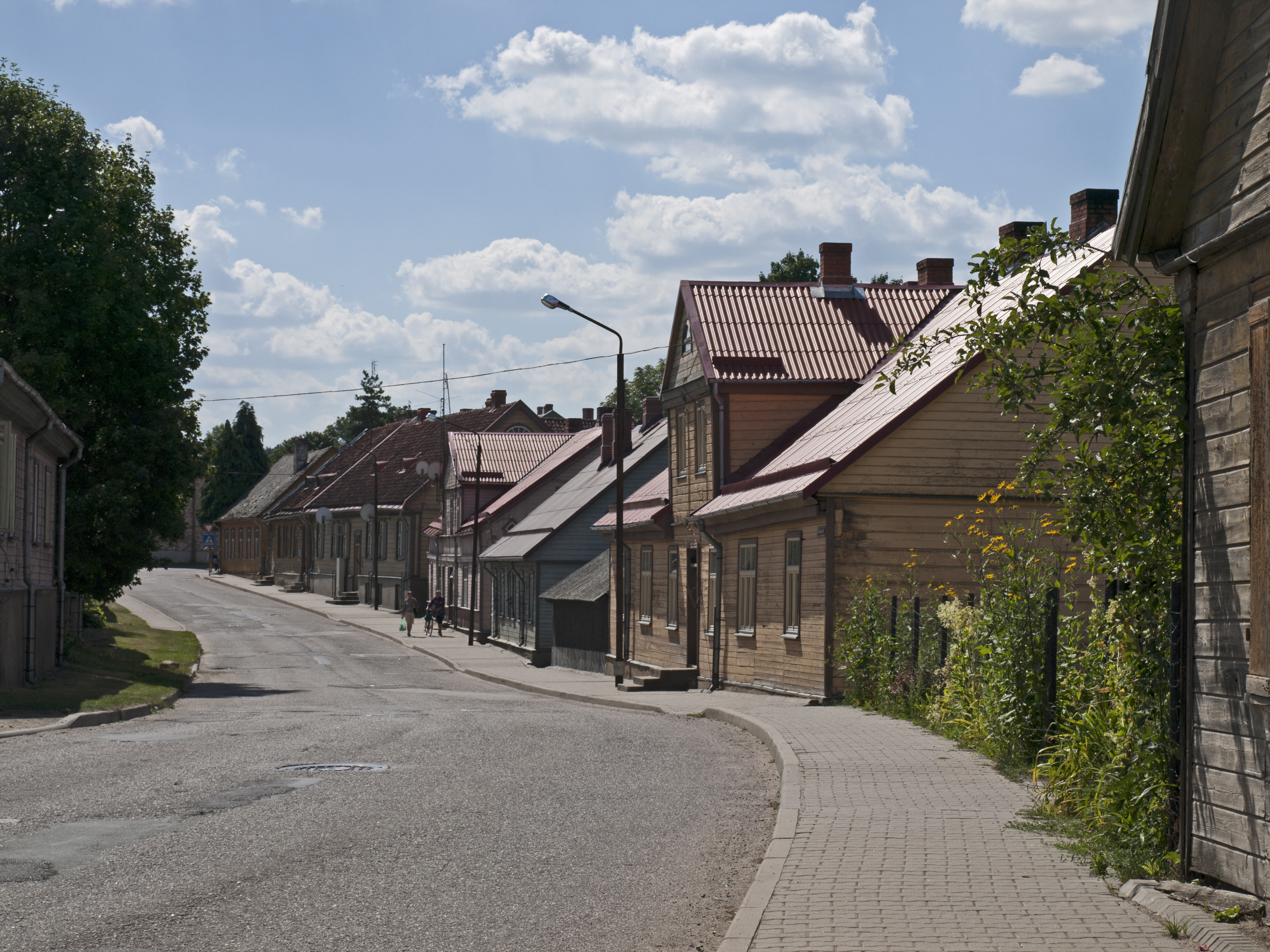
Vieux quartier d'Aizpute.